# 伯爾泰尼鄉
44°52′N 23°17′E / 44.867°N 23.283°E
伯爾泰尼鄉（羅馬尼亞語：Comuna Bâlteni, Gorj），是羅馬尼亞的鄉份，位於該國西南部，由戈爾日縣負責管轄，處於布加勒斯特以西230公里，每年平均降雨量1,068毫米，海拔高度145米，2007年人口7,821。